# Bernd og Reiner Methe
Bernd og Reiner Methe (1. juni 1964 – 11. november 2011) var et tysk tvillingepar, der var kendt som håndbolddommere på topplan. De fungerede gennem mange år som dommere i den tyske håndboldbundesliga og dømte en lang række internationale kampe, herunder finalen ved EM i håndbold 2010 (mænd). Brødrene døde i en bilulykke, da de var på vej til at dømme en bundesligakamp.

## Dommerkarriere
Brødrene Methe begyndte som dommere i 1987, og fra det følgende år udgjorde de et fast dommerpar. De steg gennem rækkerne og blev dommere i Bundesligaen i 1993, hvor de dømte indtil deres død. De nåede i alt 670 kampe i det tyske håndboldforbunds regi.
Snart fik de også internationale kampe, og de nåede at dømme i alt 206 internationale kampe i EHF- og IHF-sammenhænge. Den største anerkendelse af deres niveau fik de, da de blev valgt til at dømme finale om EM for mænd i 2010.

## Privatliv og anden karriere
De to brødre blev gift på samme dag og boede 50 meter fra hinanden i den lille by Vellmar nær Kassel. Bernd Methe havde et barn, og Reiner havde to. Begge brødre arbejdede for Mercedes-Benz i Kassel.

## Død
De to brødre døde på vej til en bundesligakamp mellem HBW Balingen-Weilstetten og SC Magdeburg på en motorvej i Baden-Württemberg. De kørte i en helt ny Mercedes af E-typen, som de netop havde hentet dagen før, og med den kørte de af ukendte årsager ind i en møbelbil.